# Danzig II: Lucifuge
 (octobre 2017).
Si vous disposez d'ouvrages ou d'articles de référence ou si vous connaissez des sites web de qualité traitant du thème abordé ici, merci de compléter l'article en donnant les références utiles à sa vérifiabilité et en les liant à la section « Notes et références ».
Albums de Danzig
Devil Songs In USA '89
(1989) Danzig III: How the Gods Kill
(1992)
Singles
1. Her Black Wings[3]
Sortie : 1990

Danzig II: Lucifuge est le second album du groupe américain Danzig, enregistré en 1989-90 et sorti en juin 1990.
Produit, comme le précédent opus, par Rick Rubin, il sort sous le label Def American (plus tard renommé American Recordings).
Avec un son plus diversifié que son prédécesseur, qui lui apportera un succès commercial plus important, il appartient au genre du heavy metal.
On reconnait, dans cet album, la sonorité horror apportée par les Misfits (dont Glenn Danzig fut le créateur), aussi bien par les instruments que par le chant, notamment dans la chanson Long Way Back From Hell[réf. nécessaire].

## Liste des titres
Toutes les chansons sont écrites et composées par Glenn Danzig.
| 1.    | Long Way Back From Hell | 4:23 |
| 2.    | Snakes of Christ        | 4:34 |
| 3.    | Killer Wolf             | 3:59 |
| 4.    | Tired of Being Alive    | 4:04 |
| 5.    | I'm the One             | 3:22 |
| 6.    | Her Black Wings         | 4:47 |
| 7.    | Devil's Plaything       | 4:14 |
| 8.    | 777                     | 5:40 |
| 9.    | Blood and Tears         | 4:20 |
| 10.   | Girl                    | 4:12 |
| 11.   | Pain in the World       | 5:52 |
| 49:26 |                         |      |

## Crédits

### Membres du groupe
- Glenn Danzig : chant, claviers
- Eerie Von : basse
- John Christ : guitares
- Chuck Biscuits : batterie

### Équipes technique et production
- Production : Rick Rubin
- Mastering : George Marino
- Mixage : David Bianco
- Enregistrement : Brendan O'Brien, Jim Scott
- Ingénierie (additionnel) : Sylvia Massy
- Ingénierie (assistant) : Martin Schmelzle
- Design : Glenn Danzig, Robert Fisher